# Нитрат железа(II)

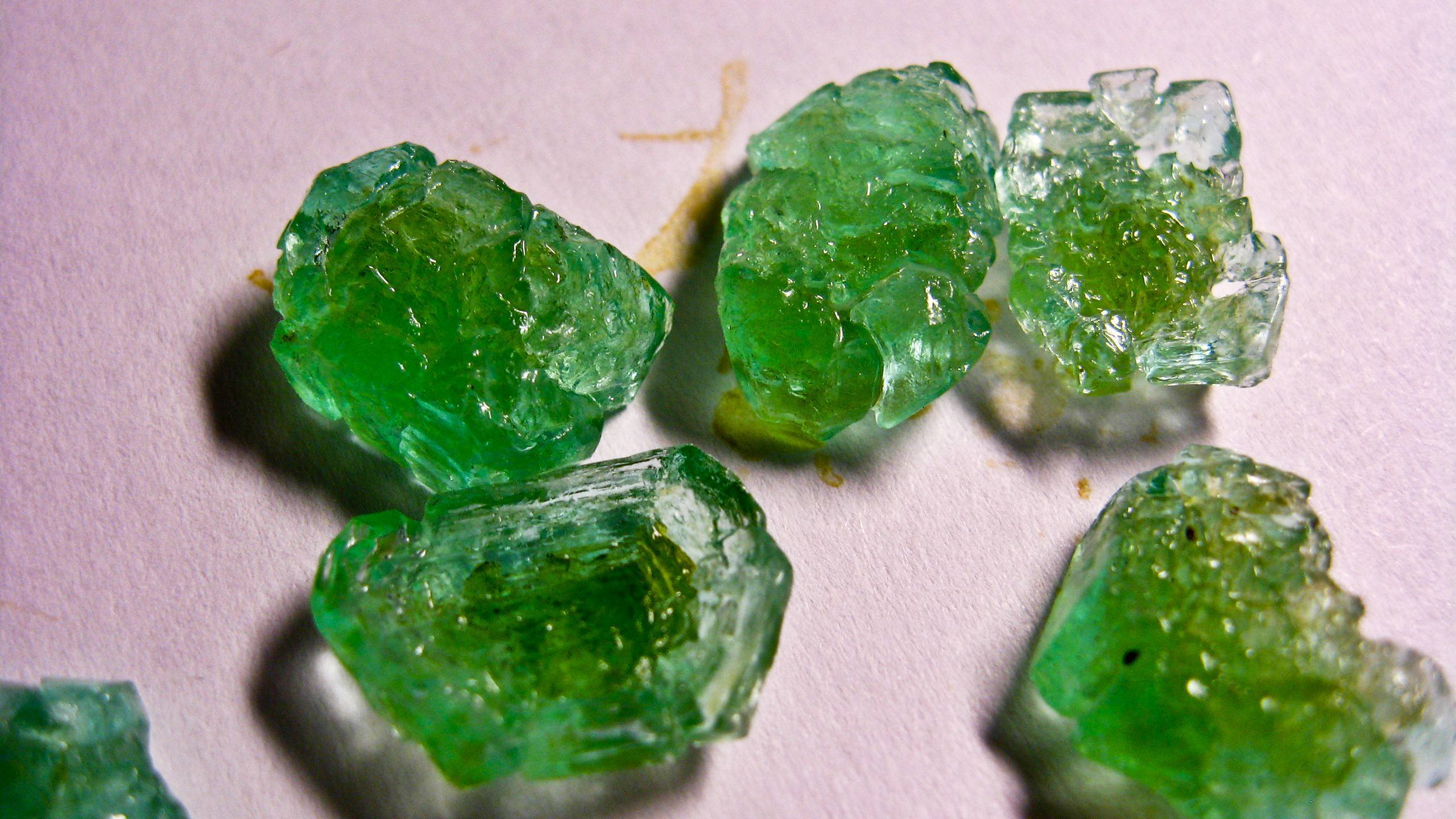
Нитрат железа(II) гексагидрат

Нитра́т желéза(II) — соль азотной кислоты и двухвалентного железа.

## Физические свойства
Нитрат железа(II) существует в основном в виде кристаллогидратов Fe(NO3)2·6H2O и Fe(NO3)2·9H2O.
Гексагидрат нитрата железа(II) Fe(NO3)2·6H2O — светло-зелёные кристаллы с ромбической кристаллической решеткой. Хорошо растворяется в воде, причем растворимость растёт вместе с повышением температуры. В равновесии с насыщенным водным раствором существует в интервале от −12 до 60,5 °C и концентрации раствора в пределах 39—69,5 %. При более низких температурах и концентрациях растворов устойчив нонагидрат нитрата железа(II) Fe(NO3)2·9H2O.
График растворимости представлен на рисунке.
Особые точки:
| Состояние                     | Температура, °С | Концентрация, % |
| Лёд + Fe(NO3)2·9H2O           | −28             | (35)            |
| Fe(NO3)2·9H2O + Fe(NO3)2·6H2O | ~(−12)          | (39)            |
| Fe(NO3)2·6H2O                 | 60,5            | 62,5            |

Безводный нитрат железа(II) и его кристаллогидраты неустойчивы, поэтому легко окисляются на воздухе.

## Получение
Нитрат железа(II) образуется при растворении железа в разбавленной азотной кислоте на холоде:
{\displaystyle {\mathsf {4Fe+10HNO_{3}\rightarrow 4Fe(NO_{3})_{2}+NH_{4}NO_{3}+3H_{2}O}}}
В чистом состоянии его лучше получать обменной реакцией сульфата железа(II) с нитратом свинца(II):
{\displaystyle {\mathsf {FeSO_{4}+Pb(NO_{3})_{2}\rightarrow PbSO_{4}\downarrow +Fe(NO_{3})_{2}}}}

## Химические свойства
Проявляет восстановительные свойства. Гидролиз практически не проявляется.
- Водный раствор нитрата железа(II) разлагается при кипячении с образованием основного нитрата железа(III):

{\displaystyle {\mathsf {4Fe(NO_{3})_{2}+O_{2}+2H_{2}O\ {\xrightarrow {t}}\ 4Fe(OH)(NO_{3})_{2}}}}
- Реагирует с щелочами с образованием гидроксида железа(II):

{\displaystyle {\mathsf {Fe(NO_{3})_{2}+2NaOH\ \rightarrow \ Fe(OH)_{2}\downarrow +2NaNO_{3}}}}
- С растворимыми карбонатами дает белый карбонат железа(II):

{\displaystyle {\mathsf {Fe(NO_{3})_{2}+K_{2}CO_{3}\ \rightarrow \ FeCO_{3}\downarrow +2KNO_{3}}}}
- Восстанавливается до металлического железа при действии более активного металла (см. Электрохимический ряд активности металлов):

{\displaystyle {\mathsf {Fe(NO_{3})_{2}+Mg\ \rightarrow \ Fe+Mg(NO_{3})_{2}}}}
- Взаимодействует с гексацианоферратом(III) калия (красной кровяной солью) с образованием тёмно-синего осадка гексацианоферрата(II) железа(III)-калия (берлинская лазурь):

{\displaystyle {\mathsf {Fe(NO_{3})_{2}+K_{3}[Fe(CN)_{6}]\ \rightarrow \ KFe[Fe(CN)_{6}]\downarrow +2KNO_{3}}}}
- При термическом разложении образуется оксид железа(III), а не оксид железа(II):

{\displaystyle {\mathsf {4Fe(NO_{3})_{2}\ {\xrightarrow {t}}\ 2Fe_{2}O_{3}+8NO_{2}\uparrow +O_{2}\uparrow }}}